# Liste der Außenlager des KZ Sachsenhausen
Diese Liste führt Außenlager des Konzentrationslagers Sachsenhausen zwischen 1942 und 1945 auf. Die Begriffe KZ-Außenlager und KZ-Nebenlager werden gleichbedeutend verwendet.
Die Liste enthält möglicherweise auch Außenkommandos, von denen aus (zunächst) die Häftlinge täglich zur Stelle der Zwangsarbeit geführt wurden, ohne dass eine eigenständige Lagerorganisation bestand. Ein Außenkommando meint im Unterschied zum Nebenlager eine mehr oder weniger große Häftlingsgruppe, die von einem KZ aus täglich zu ihrem Einsatzplatz als Sklavenarbeiter unter Bewachung hingeführt wurden. Es kam verschiedentlich dazu, dass aus Außenkommandos allmählich eigenständige Konzentrationslager unterhalb der Verwaltung eines Stammlagers bzw. innerhalb des SS-Wirtschafts- und Verwaltungshauptamtes (SS-WVHA) entstanden.
In den Berliner Rüstungsbetrieben entstanden ab 1942 mehr als 100 Außenlager und Außenkommandos, z. B. in der Nähe von Siemens, DEMAG-Panzer, Henschel-Werke, Daimler-Benz, I.G. Farben und der AEG. Dadurch begegneten täglich Tausende Deutsche an ihrem Arbeitsplatz oder auf dem Weg dorthin großen Mengen von KZ-Häftlingen, zum Teil arbeiteten sie in denselben Hallen wie diese. Ein Teil von ihnen kontrollierte als Vorarbeiterin oder Meister deren Tätigkeit und deren Arbeitsergebnisse und hatte die Möglichkeit, deren Lebensbedingungen über einen Kontakt mit den SS-Wachen zu beeinflussen.
Von Mai 1936 bis Mai 1937 wurden die Heinkel-Werke in Oranienburg und Germendorf errichtet, da das Stammwerk in Rostock-Marienehe produktionstechnisch voll ausgelastet war. In diesem neuen Werk bestand auch ein Außenlager, in dem bis zu 5000 Häftlinge arbeiten mussten.
Der für die Gefangenen gefährlichste Teil des KZ Sachsenhausen war das Klinkerwerk, ein großes Ziegelwerk mit eigenem Hafen an der Lehnitzschleuse. Hier wurden Ziegel für viele von Albert Speers Großbauvorhaben in Berlin (Pläne zur Welthauptstadt Germania) produziert (siehe auch Kommando Speer). Auch hier entstand ein ständiges Nebenlager mit dem KZ Sachsenhausen als Stammlager.

## Liste (Auswahl)
Es gab Konzentrationslager, bzw. in diesem weiteren Wortsinn Nebenlager, u. a. in (teils Name des Nebenlagers, Zeitangaben oder sonstige ergänzende Angaben in Klammern):
- Bad Saarow (bis 15. April 1945)
- Beerfelde
- Belzig (KZ-Außenlager Belzig)
- Berlin
  - Berlin-Halensee (Demag)
  - Berlin-Köpenick
  - Berlin-Lichterfelde (KZ-Außenlager Lichterfelde; ab 7. Januar 1941)
  - Berlin-Lichtenrade (KZ-Außenlager Lichtenrade; bis 20. April 1945)
  - Berlin-Müggelheim
  - Berlin-Reinickendorf (Argus-Werke)
  - Berlin-Siemensstadt (Siemens-Schuckertwerke; 17. Juli 1944 bis 10. April 1945)
  - Berlin-Tegel (Borsig-Werke)
  - Berlin-Wilmersdorf (2. Januar 1943 bis 3. Juli 1943)
  - Berlin-Wedding (Carl Halfar Uniformen-Mützen Fabrik) (Siemens Badstraße.)
  - Berlin-Zehlendorf (Spinnstofffabrik Zehlendorf; ab 1. September 1943)
- Biesenthal (ab 1. Juli 1944)
- Brandenburg an der Havel (13. Mai 1941 bis 18. April 1945)
- Briesen/Falkenhagen (26. Oktober 1943 bis 30. April 1945)
- Dallgow-Döberitz
- Schloss Dammsmühle, Gemeinde Schönwalde (2. Januar 1943 bis 3. Juli 1943)
- Sicherheitspolizeischule Drögen, Stadt Fürstenberg/Havel (ab 2. Mai 1941; ab 1. November 1942 zu Hauptlager KZ Ravensbrück)
- Falkenhagen-Fürstenwalde
- Falkensee (8. März 1943 bis 25. April 1945)
- Genshagen (KZ-Außenlager Daimler-Benz Genshagen, 1. September 1944 bis 20. April 1945)
- Glau-Trebbin (ab 23. Oktober 1942)
- Glöwen (KZ-Außenlager Glöwen, Männerlager bis 20. Februar 1945, Frauenlager 17. August 1944 bis 14. April 1945)
- Groß-Rosen (ab 2. August 1940; ab 1. Mai 1941 eigenständiges KZ Groß-Rosen)
- Hennigsdorf (AEG; bis 24. April 1945)
- Hohenlychen (1. August 1941 bis 2. September 1941; das SS-Lazarett Hohenlychen unterstand dem KZ Ravensbrück)
- Kleinmachnow (Dreilinden Maschinenbau GmbH (bzw. Robert Bosch GmbH); Männerlager ab 1. Dezember 1942, Frauenlager (760 Frauen vom Warschauer Aufstand aus dem KZ Ravensbrück) ab 1. März 1944, beide bis 30. April 1945)
- Kolpin, heute Ortsteil von Reichenwalde (bis 15. Februar 1945)
- Königs Wusterhausen (KZ-Außenlager Königs Wusterhausen/Krupp; 9. Februar 1943 bis 26. April 1945)
- Küstrin (16. Mai 1943 bis 30. April 1945)
- Lieberose (KZ Lieberose, 1. Dezember 1943 bis 2. Februar 1945)
- Lübben (1. Juli 1944 bis 23. April 1945)
- Neudamm, heute Dębno
- Oranienburg (Heinkel-Werke Oranienburg u. a.; 21. März 1933 bis 31. März 1935 und 1. Juli 1943 bis 21. April 1945)
- Potsdam-Babelsberg
- Prettin (ab dem 3. Oktober 1941)
- Rathenow (KZ-Außenlager Rathenow, von Sommer 1944 bis 27. April 1945)
- Senftenberg (KZ-Außenlager Schwarzheide; 5. Juli 1944 bis 16. April 1945)
- Strausberg (Märkisches Walzwerk; ab Herbst 1944)
- SS-Baubrigaden (manche zunächst zeitweise, alle ab Januar 1945)
- KZ Syrez bei Kiew, Babyn Jar
- Treuenbrietzen/Belzig (Werk Sebaldushof, Munitionsfabrik Selterhof, Dr. Kroeber & Sohn. I; ab 1. Oktober 1944, zuvor Außenlager des KZ Ravensbrück, bis 2. Mai 1945)
- Velten (KZ-Außenlager Velten; zunächst ab 1. März 1943 Außenlager des KZ Ravensbrück, ab September 1944 Außenlager des KZ Sachsenhausen, bis 20. April 1945)
- Werder (Havel) (ab 20. März 1943)
- Wewelsburg (KZ Niederhagen; ab 1. Januar 1940 bis 31. August 1941 Außenlager des KZ Sachsenhausen, dann eigenständiges KZ Wewelsburg, ab Mai 1943 Außenlager von KZ Buchenwald)
- Wittenberg (8. September 1944 bis 24. April 1945)